# Linaria (oiseau)
Ne doit pas être confondu avec Linaria (plante).
Genre
Linaria est un genre de passereaux de la famille des Fringillidés.

## Liste des espèces
D'après la classification de référence du Congrès ornithologique international (ordre phylogénique) :
- Linotte à bec jaune (Linaria flavirostris)
- Linotte mélodieuse (Linaria cannabina)
- Linotte du Yémen (Linaria yemenensis)
- Linotte de Warsangli (Linaria johannis)